# الجامعة التونسية لكرة السرعة
الجامعة التونسية لكرة السرعة (بالفرنسية: Fédération Tunisienne de Speed Ball)‏ هي جامعة رياضية تونسية، تشرف على رياضة كرة السرعة في تونس.

## أهداف
تهدف الجامعة إلى:
- تنظيم وتطوير ومراقبة ممارسة رياضة كرة السرعة بمختلف أشكالها على التراب التونسي.
- إدارة وتنسيق أنشطة الجمعيات التي تضم الأعضاء الممارسين لرياضة كرة السرعة بمختلف أشكالها.
- الدفاع عن مصالح رياضة كرة السرعة في تونس.

## المسيرون
- الرئيس: منصف ميلي
- نائب الرئيس:
- أمين مال:
- الأعضاء:

## عضوية
وهي عضو بالاتحاد الدولي لكرة السرعة.

## مقالات ذات صلة
- كرة السرعة

## وصلة خارجية
- الموقع الرسمي للجامعة التونسية لكرة السرعة.